# Peperomia caraboboensis
Peperomia caraboboensis là một loài thực vật có hoa trong họ Hồ tiêu. Loài này được Steyerm. & Bunting miêu tả khoa học đầu tiên năm 1971 publ. 1972.